# بيط أجدب
بيط أجدب (الاسم العلمي: Bittium depauperatum) هو نوع من الرخويات يتبع جنس البيط من الفصيلة القرطيونية.